# Moritz Döring
Moritz Wilhelm Döring (* 13. Februar 1798 in Dresden; † 29. Oktober 1856 in Freiberg) war ein deutscher Lehrer und Schriftsteller.

## Leben
Als Sohn eines Kaufmann geboren, studierte Döring nach dem Besuch der Kreuzschule in Dresden Evangelische Theologie und Philologie in Leipzig. Während seines Studiums war er 1818 Mitgründer der Leipziger Burschenschaft. Aufgrund eines Schmisses wurde er nicht zum theologischen Examen zugelassen, so dass er sein Studium auf Pädagogik und Philologie verlagerte. 1819 wurde er Kollaborator an der Kreuzschule in Dresden und 1820 Konrektor am Gymnasium in Freiberg. Nach seiner Heirat 1821 bekam er einen Sohn und vier Töchter. Zu seinem 25. Dienstjubiläum im Jahr 1845 wurde er Ehrendoktor der Universität Leipzig.

## Veröffentlichungen (Auswahl)
- Geschichte der vornehmsten Mönchsorden. Dresden 1828. (Digitalisat)
- Markgraf Friedrich, oder: Bergmanns-Treue, vaterländisches Schauspiel mit Chören und Gesängen in 3 Acten. Dresden 1836. (Online)
- Sächsische Bergreyhen. Grimma 1839, 1840 (Online auf Commons)
- Der Bergmannsgruß. Freiberg 1850. (Online)
- Alexander der Grosse von Makedonien. Ein Lebensbild in epischen Gedichten. Freiberg 1850. (Online)